# 小山智聲
小山 智聲（こやま ちせい、1991年10月28日 - ）は、日本の元ラグビー選手。

## プロフィール
- 兵庫県神戸市出身[1]。
- ポジションはロック(LO)。
- 身長 188cm、体重 96kg
- ニックネームはちーくん、ヤマコフ。

## 略歴
高校からラグビーを始めた。
2010年、報徳学園高校卒業後、法政大学に入学した。
2013年、法政大学ラグビー部の副将に就任した。
2014年、法政大学卒業後、リコーブラックラムズに加入。
2017年9月2日に行われたジャパンラグビートップリーグ第3節の宗像サニックスブルース戦に途中出場で公式戦初出場を果たす。
2019年、リコージャパンラグビー部に加入。
2021年、現役を引退した。